# 갈색이빨땃쥐류
갈색이빨땃쥐류는 붉은이땃쥐류의 갈색이빨땃쥐속(Episoriculus)에 속하는 땃쥐류를 두루 일컫는 말이다. 과거에는 히말라야땃쥐속(Soriculus)의 아속으로 분류했다. 네팔과 중국을 포함하여 아시아의 여러 곳에서 발견된다.

## 하위 종
현재까지 기록된 종은 4종이다.
- 호지슨갈색이빨땃쥐 (E. caudatus)
  - E. c.  sacratus
  - E. c.  umbrinus
- 대만갈색이빨땃쥐 (E. fumidus)
- 긴꼬리갈색이빨땃쥐 (E. leucops)
  - E. l.  leucops
  - E. l.  baileyi
- 긴꼬리산악땃쥐 (E. macrurus)

## 참고 문헌
- Episoriculus (ncbi.nlm.nih.gov)
- A guide to the mammals of China.
- Checklist of Palaearctic and Indian Mammals 1758 to 1946. British Museum (Natural History), 19 1951: pp. 810.  [Zoological Record Volume 88]
- Episoriculus (eol.org)